# Eû (digramme)
Cette page contient des caractères spéciaux ou non latins. S’ils s’affichent mal (▯, ?, etc.), consultez la page d’aide Unicode.
Pour les articles homonymes, voir EU.
Eû (minuscule eû) est un digramme de l'alphabet latin composé d'un E et d'un U accent circonflexe (Û).

## Linguistique
- En français, le digramme "eû" représente le phonème [ø].

## Représentation informatique
Comme la majorité des digrammes, il n'existe aucun encodage de Eû sous un seul signe, il est toujours réalisé en accolant un E et un Û,.